# トゥルーラブ
『トゥルーラブ』は、2006年1月9日にフジテレビ（関東ローカル）で放映されたスペシャルドラマ。主演は新垣結衣で、ドラマ初主演作である。視聴率は7.6%。
「パンテーンドラマスペシャル名作選」として2010年3月10日にBSフジで再放送された。

## 概要
弘也に連れられて菜摘は御前崎にやってくる。御前崎では従姉妹のゆかりとのラクロス、菜摘の真の父親、と新たな生活が始まる。

## 出演
麻生菜摘（新垣結衣）
17歳。ラクロス部員。
高山ゆかり（佐津川愛美）
17歳。菜摘の従姉妹。ラクロス部員。
鈴木香奈（高部あい）
17歳。ラクロス部員。
千絵（佐野光来）
17歳。ラクロス部員。
京子（川瀬南）
17歳。ラクロス部員。
倉田律子（伊藤裕子）
39歳。ラクロス部のコーチ。麻生弘也とは以前同級生だった。
西村圭介（庵野秀明）
44歳。菜摘の真の父親。
麻生春菜（臼田あさ美）
23歳で死去。菜摘の母親。
麻生弘也（真木蔵人）
39歳。菜摘とは血が繋がっていない父親。倉田律子とは以前同級生だった。
高山冬乃（久松夕子）
64歳。ゆかりの祖母。

## スタッフ
- 脚本：古家和尚
- プロデュース：東康之（フジテレビ）
- 演出：水田成英（FCC）

## 主題歌
- sowelu 「to YOU」